# 장인경
장인경(1952년 2월 8일 ~ )은 대한민국의 전 기업인이자 게임개발자이다. 1994년 카이스트에 재학 중인 게임 매니아들을 불러모아 마리텔레콤을 설립, 대한민국 최초 상용화 온라인 게임 단군의 땅을 제작해 현재 '게임업계의 대모'라 불리고 있다.. 이후 마리텔레콤에서 제작한 아크메이지는 당시 유저 수 500만명을 모아 당대 세계 최고의 인기를 누리는 게임으로 평가받기도 했다.

## 인용
1. ↑  “보관된 사본”. 2013년 1월 20일에 원본 문서에서 보존된 문서. 2018년 11월 9일에 확인함.
2. ↑  https://news.naver.com/main/read.nhn?mode=LSD&mid=sec&sid1=105&oid=030&aid=0000029149